# Selgase
Koordinaten: 58° 26′ N, 22° 11′ O
Selgase (deutsch Selli) ist ein Dorf (estnisch küla) auf der größten estnischen Insel Saaremaa. Es gehört zur Landgemeinde Saaremaa (bis 2017: Landgemeinde Mustjala) im Kreis Saare.

## Einwohnerschaft und Lage
Das Dorf hat neun Einwohner (Stand 31. Dezember 2011). Es liegt 26 Kilometer nordwestlich der Inselhauptstadt Kuressaare.

## Gut
Der Ort war früher das Zentrum des gleichnamigen Guts. Der Bischof von Ösel-Wiek, Magnus, belehnte den deutschbaltischen Adligen Dietrich von Essen mit örtlichem Land. 1663 erhielt die Familie die schwedischen Introduktion. 165 Jahre blieb das Gut im Besitz der Familie von Essen. 1737 wurde es an die Familie von Stackelberg verkauft.